# Некрасово (Малоярославецкий район)
Некрасово— деревня в Малоярославецком районе Калужской области России. Входит в состав сельского поселения «Село Ильинское».

## География
Расположено у реки Лужа. Рядом  — Аннино.

## Население
| 2002 | 2010 |
| ---- | ---- |
| 0    | →0   |

## История
В XIX веке  — Першино.
В 1896 году деревня Некрасово относится к Ильинской волости Боровского уезда.